# Waldemar Świerzy

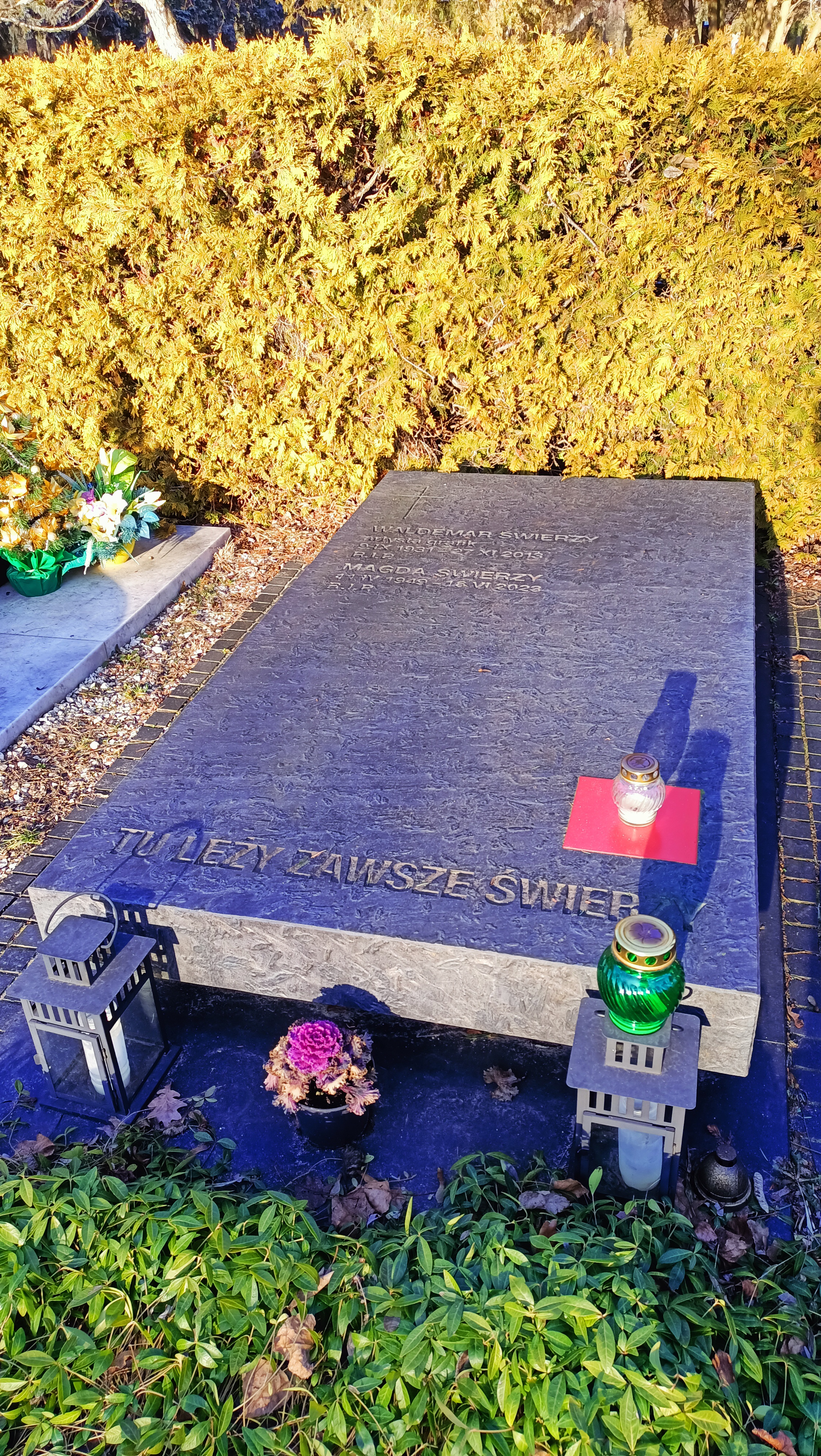
Grób Waldemara Świerzego na Cmentarzu Wojskowym na Powązkach

Waldemar Świerzy (ur. 9 września 1931 w Katowicach, zm. 27 listopada 2013 w Warszawie) – polski artysta plakatu, współtwórca polskiej szkoły plakatu.

## Życiorys
Syn Feliksa. W latach 1947–1952 studiował w Akademii Sztuk Pięknych w Krakowie (Wydział Grafiki w Katowicach). Malarstwa uczył się u prof. Rafała Pomorskiego, grafiki u prof. Józefa Mroszczaka. Po studiach przeniósł się do Warszawy, gdzie podjął pracę w dziale graficznym Wydawnictwa Artystyczno-Graficznego (później Krajowa Agencja Wydawnicza) oraz z Centralą Wynajmu Filmów (CWF), licznymi teatrami i wydawnictwami książkowymi. Od 1965 zajął się pracą dydaktyczną w Państwowej Wyższej Szkole Sztuk Plastycznych w Poznaniu jako kierownik Pracowni Grafiki Projektowej. W 1987 otrzymał tytuł profesora zwyczajnego. W 1994 objął pracownię plakatu na warszawskiej Akademii Sztuk Pięknych.
W latach 70. poświęcił się podróżom w celu propagowania nauki o plakacie. W 1970 prowadził wykłady dla grafików w Hawanie, w latach 1979–1980 na Uniwersytecie w Meksyku, w latach 1985–1986 w Hochschule der Kunste w Berlinie Zachodnim, w latach 1989–1990 w Kassel. Od 1966 był członkiem AGI (Alliance Graphique International).
Współpracował z miesięcznikiem „Ty i Ja”. Projektował głównie plakaty o tematyce kulturalnej (teatralne, filmowe, cyrkowe i muzyczne), a także prace o wymowie społecznej oraz propagujące sport. Autor ponad 1500 plakatów. Oprócz plakatów tworzył znaczki pocztowe, ilustracje do książek, a także okładki książek (ok. 400), płyt i czasopism. Jego prace można zobaczyć m.in. w zbiorach Museum of Modern Art (MoMA) w Nowym Jorku, Stedelijk Museum w Amsterdamie, Staatliche Musseen i Kunstbiblothek w Berlinie, Ermitażu w Petersburgu, Institute of Contemporary Art w Londynie, Muzeum Narodowym w Poznaniu, Muzeum Plakatu w Wilanowie.
W latach 2003–2013 namalował cykl 49 portretów polskich władców tzw. Nowy poczet władców Polski. Obejmuje on polskich królów i książąt od Mieszka I do Stanisława Augusta Poniatowskiego. Ostatni portret ukończył na kilka dni przed swoją śmiercią.
Otrzymał wiele nagród za twórczość plastyczną, m.in. w 1959 otrzymał Grand Prix im. Toulouse-Lautreca na 1. Międzynarodowej Wystawie Plakatu Filmowego w Wersalu za plakat Czerwona Oberża, w 1962 na tej samej wystawie zdobył III nagrodę za plakat Dwa piętra szczęścia. W 1970 otrzymał I nagrodę Prix 10. Biennale de São Paulo. W 1975 i 1985 zdobył I nagrodę na Konkursie Plakatów Filmowych tygodnika „Hollywood Reporter” w Los Angeles (Ziemia obiecana i Psy wojny). W 1997 otrzymał tytuł doktora honoris causa Akademii Sztuk Pięknych w Krakowie.
Był członkiem komitetu poparcia Bronisława Komorowskiego przed przyspieszonymi wyborami prezydenckimi 2010.
Zmarł w Warszawie, pochowany w Alei Zasłużonych na cmentarzu Wojskowym na Powązkach (kwatera FIV-tuje-12).

## W kulturze
Jest bohaterem jednego z odcinków cyklu filmów dokumentalnych przedstawiających sylwetki polskich twórców plakatu (tytuł odcinka: Polnische Plakat Kunst. Waldemar Świerzy, 2008; autor cyklu: Robert Laus). Jest to pierwsza część cyklu dokumentalnego, którego tematem jest tzw. polska szkoła plakatu. Film ukazuje bohatera, który pracuje nad plakatem do sztuki teatralnej Nanghar Khal.

## Ordery i odznaczenia
- Złoty Krzyż Zasługi (22 lipca 1955)[2]
- Złoty Medal „Zasłużony Kulturze Gloria Artis” (14 listopada 2006)[9]